# Adetswil
Adetswil är en ort i kommunen Bäretswil i kantonen Zürich i Schweiz. Den är sammanvuxen med orten Bäretswil och ligger cirka 23 kilometer sydost om centrala Zürich. Orten har 1 092 invånare (2021).